# 일본물산
일본물산(日本物産, 니치부스)는 일본의 비디오 게임 기업이었다. 1970년 창립해 일반 게임 브랜드 Nichibutsu와 성인 게임 브랜드 SPHINX을 운영하고 있었다.
2014년 3월에 햄스터 주식회사가 창업주인 토리이의 은퇴 결정에 따라 게임 저작권을 사들였고, 2015년 12월 15일 회사는 해체되었다.

## 개요
1970년 아케이드 게임 주크박스의 수입을 위해 오사카에서 창업.(법인화는 1973년) 이후 1978년, 최초의 작품인 스페이스 인베이더의 복사 게임 인 문 기반 등을 발매 다이토에 제소된다. 1979년에문 에일리언을 개발한다. 남코 측은 이 작품이 자사의 갤럭시안의 불법 카피라고 주장해, 소송을 걸었다. 결국 일본 법원은 양측의 화해를 명령했으며 문 에일리언의 남코 라이센스 버전도 나오게 된다. 2년 후 성공적인 히트작인 문 크레스타와 크레이지 클라이머를 개발한다. 니치부스는 이 2작품 덕으로 영국과 미국에 해외지사를 세울 수 있게 된다. 1980년에 일본 물산이 발행 한 기업 안내 책자에는 복사 게임이 일본 물산의 오리지널 작품으로 게재했다. 1984년에는 확대/축소를 적극적으로 활용한 채감형 게임인 튜브 패닉을 발매 및 제작한다. (협력은 후지텍) 1985년에는 16비트 프로세서인 68000을 메인 CPU로 활용한 테라 크레스타를 개발해, 히트작이 되고 있었다. 1년후에는 이런 자사의 '포메이션' 시스템을 활용한 아케이드 게임인 UFO 로보 당가라는 아케이드 게임도 개발한다. 그러나 이런 성공에도 불구하고, 니치부스의 사장은 1985년에 시범적으로 몇번 내 놓은 적 있는 탈의마작에 큰 관심을 보인다. 마침내 1987년부터 니치부스의 아케이드 게임에서 탈의마작은 큰 비중을 차지하고, 자연스럽게 일반 아케이드 게임의 비중은 줄게 된다. 1987년부터 1989년까지의 키드의 호레호레 대작전이나 암드 포메이션, 크레이지 클라이머 2는 콘솔 이식등의 성과도 있었지만 달라지지 않았었다. 1989년에는 마지막 작품인 싸워라! 빅 파이터를 끝으로 탈의마작의 발매/개발에만 전념한다.
이후 콘솔 게임에서는 PC 엔진으로 F-1 서커스 같은 작품을 릴리즈 하면서 일반 게임을 제작하고 있었다. F-1 서커스 시리즈가 히트 한 인연으로 1992년부터 1993년까지 팀 로터스를 스폰서하고있다. 그해 머신 로터스 107 및 로터스 107B의 프런트 윙 날개 끝 판에 회사의 로고 스티커가 부착되어있다. 2001년까지 자사의 이름으로 게임을 플레이스테이션과 세가 새턴으로 개발했었다. 최근에는 릴리즈하는 게임은 없고, 2013년에는 자사의 이름으로 EGG 쪽에 간간히 이름을 내 놓고 있다.
1983년에는 업계 최초의 탈의 요소가있는 마작 게임 참새 호주 나이트를 개발, 탈의 마작이라는 장르를 확립시켰다. 1989년에 발표 한 AV 마작 비디오 요정에 관해서 Japan Amusement Machinery Manufacturers Association(JAMMA)와 All Nippon Amusement Machine Operators' Union(AOU)이 아케이드 업계에 좋지 않은 문제로, 일본 물산이 규정을 준수하는 아케이드 게임을 생산한다고 약속했다. 그러나 그 후에도 유사한 것을 출시했기 때문에 두 단체와 대립하게 되고, 심사가 진행되지는 1992년 JAMMA을 탈퇴했다.
1990년대 후반에는 성인 게임 브랜드 스핑크스(スフィンクス, SPHINX)를 설립, 비디오 제조업체 인 AV 재팬 주식회사와 T 시스템 재팬 주식회사의 협력 아래, DVD를 채용 한 실사 탈의 마작이 라인업의 중심이 있었다.
가정용 게임 시장은 1983년에 자체 개발한 가정용 게임기 마이 비전을 릴리즈. 1986년 패밀리 컴퓨터 용으로 이적. 1995년에 PC 엔진에서 출시 한 섹시 아이돌 마작·야구 주먹 시는 공식 라이센스 게임 소프트로는 가정용 게임기 최초로 18세 이상 권장 소프트가되었다.
2014년 3월 14일 일본물산이 Hamster Corporation 작품의 저작권을 양도했다.

## 주요 게임

### 아케이드
- 테이블공격자 (브레이크아웃 복사)
- 테이블공격자 가드 (브레이크아웃 복사)
- 테이블공격자 스페셜 (브레이크아웃 복사)
- 테이블 공격자 블랙 (브레이크아웃 복사)
- 공격자 에이스 (브레이크아웃 복사)
- Bonpa (서커스 (게임) 복사)
- 문 베이스 (스페이스 인베이더 사본)
- 문 베이스SPECTOR (스페이스 인베이더 컬러 버전의 사본)
- 문 베이스ZETA (스페이스 인베이더 2 사본)
- 슈퍼문베이스 (스페이스 인베이더 3 사본)
- 문 외계인 (갤럭시안 사본)
- 문 외계인2 (갤럭시안2 사본)
- 문 크레스타 (갤럭시안 해킹)
  - 문 퀘이사
  - 테라 크레스타
  - 테라 포스
  - 암드 포메이션
- 크레이지 클라이머
  - 크레이지 클라이머 2
- 튜브 패닉 - 개발은 후지텍
- 캅 01
- 마이티 가이
- 성 전사 아마조네스
- 코도레 오오카미
- 세이크로스 - 개발은 앨리스 전자
- 롤러 잼머 - 개발은 앨리스 전자
- 마그 멕스
- 걸리반
- 키드의 호레호레 대작전
- 싸워라! 빅 파이터
- 악희천사 - 개발은 앨리스 전자
- UFO 로보 당가
- 요마 법첩
- 초시 미궁 레지옹
- 코스모 폴리스 갸리 방

#### 마작 에로게

##### 1980년대
- 마작 자객
- 작사 나이트
- 위험한 방과후 또 기다릴수 없어
- 대 가정 麻 濡感 유혹 일기 편
  - 대 가정 麻 濡感 롯폰기 라이브 편
- 어른의 마작

##### 1990년대
- 마작 CLUB 90'S
- 세일러 워즈
- AV 마작 비디오 요정
- 미소녀 작사 프리티 세일러 18 금
  - 미소녀 작사 프리티 세일러 2 ~ H의 속삭임 ~
- 마작 방송국 본방송중
  - 속 마작 방송국 본방송중

##### 하이 레이트 DVD/CD 시리즈
- 첫 경험
- 통학로의 유혹
- 마작 스카우트 잠입! AV 촬영 현장
- H 인 수업은 좋아합니까
- 묵 어서 와요
- 벗어 볼까
- 사랑의 계좌 만들어드립니다
- 오늘은 학교 땡땡이
- 사랑 코스프레 아키하바라

### 콘솔

#### 패미콤(패밀리 컴퓨터)
- 세이크로스
- 키드의 호레호레 대작전
- 마그 멕스

#### 메가 드라이브/메가 CD
- F-1 서커스 CD

#### PC 엔진/PC 엔진 CD
- 암드 포메이션
- 섹시 아이돌 마작·야구 주먹시

#### 세가 세턴
- 테라 크레스타 3D
- 크로스 로망스

#### 플레이 스테이션
- 익스퍼트
- 니치부스 마작 컬랙션

## 자회사 및 업무 재휴 회사
- 메이크 소프트웨어
- 유비스
- T 시스템
- AV 재팬

## 같이 보기
- 마작 게임
- JAMMA